# 小原孝
小原 孝（おばら たかし、1960年3月17日 - ）は、日本のピアニスト、ソングライター、編曲家。有限会社ジル所属。

## 略歴
1960年、神奈川県川崎市生まれ。父・小原二郎がクラシックギタリストであり、ギター教室を開いていたことから、音楽に囲まれた環境で子供時代を送る。中学から国立音楽大学附属中学校、国立音楽大学附属高等学校を経て国立音楽大学に進学。
1986年、国立音楽大学大学院を首席で修了。クロイツァー記念賞を受賞。
1990年「ねこはとってもピアニスト」でCDデビュー。5１枚のアルバムを発表。伴奏を含めると100枚以上のアルバムを発表。
1999年4月からNHK-FM弾き語りフォーユー、ラジオパーソナリティ。
奏楽堂日本歌曲コンクール優秀共演者賞を三度受賞（2002年、2005年、2006年）。2006年には作曲部門の中田喜直賞も受賞している（下記にて詳説）。
2015年　川崎市文化賞受賞。
2020年　CDデビュー30周年を迎える。
尚美学園大学客員教授、国立音楽大学非常勤講師　川崎市市民文化大使
美しい音色を持つ演奏と、ジャンルにとらわれない多彩な演奏活動を特色とする。

## 様々な活動

### 音楽
大学院時代の専攻は、20世紀のフランスを代表する作曲家およびピアニストで、自身を「リズムの創作家」と名乗ったオリヴィエ・メシアン。初期のアルバム『僕のゆびから愛のうた』にメシアン作品「鳩」の演奏が収録されている。
小原のアルバムはクラシックにとどまらず、童謡・ジャズ・ポップス・映画音楽・ドラマ主題歌など多岐にわたり、ジャンルにこだわらず、音楽の良さを伝えたいという姿勢が表れている。

#### 演奏活動
ソロコンサートはもとより、クラシック〜ジャズ、演歌、民謡、ポップスまで幅広いジャンルのアーティストとのコレボレーションも多く行く、コンサート以外に朗読劇などの音楽も手がけている。
また「宝くじ文化公演事業・宝くじおしゃべり音楽館」では司会、ピアノ演奏を担当している。

#### 伴奏
大学院修了後、20代では、由紀さおり・安田祥子童謡コンサートのピアノ伴奏をするなど、伴奏者としての活動が中心であったが、その技量が高く評価され、ソロ活動が中心となった後も、様々なアーティストに依頼され伴奏者として共演することが多い。奏楽堂日本歌曲コンクール優秀共演者賞を3度受賞した実績もある。

#### 編曲
演奏しながら即興でどんどんアレンジしていく、という演奏スタイルを持つ。自身のエッセイ集『ねこふんじゃったの国から』では、「二度と同じ演奏をすることがない、というより、同じように弾けない」と述べている。
活動初期から、小原がアレンジするピアノ楽譜集は高い評価を得て数多く出版されている。1990年代後半、楽譜にすることによって本来の即興性が失われることに疑問を抱き、楽譜集出版を一時中断した。しかし1999年頃から、「思いっきり楽譜を無視して自由に弾いてほしい」（『ねこふんじゃったの国から』より）というコンセプトのもと、再び精力的に楽譜出版に取り組み多数、出版されている。

#### 作曲
パーソナリティを務めるラジオ番組「弾き語りフォーユー」のテーマソングである『風のメロディー』『For You...』、キャベジンコーワのCMソングとして使われた『ゴリラのジジ』など、美しいメロディラインを持つオリジナル曲が多い。代表的な作品は2枚組CD『風のメロディー』、『小原孝オリジナル全曲集2』に収録されている。
2003年　「逢えてよかったね」石井好子・小原孝ジョイントコンサートにて初演。のちに東日本大震災心の復興支援曲（作詞・作曲）
2006年、金子みすずの詩「こぶとり〜おはなしのうたの」への作曲で、第17回奏楽堂日本歌曲コンクール作曲部門・中田喜直賞を受賞。
2016年には相田みつをの詩に小原が曲をつけ、「花はただ咲く」二期会日本歌曲委嘱作品を発表。
他、久本小学校50周年記念歌作曲（「みんなのたからもの」）、尾道学園校歌作曲（「彼方へ」）、福岡県糟屋郡新宮町に新設の新宮北小学校の校歌 作曲,2017年4月開校 尾道市立美木原小学校校歌作曲

#### 作詞
ピアニスト樹原涼子とのユニットでリリースしたCD、『おいしい時間』『光る星があったから』に続く『harahara倶楽部』では、作曲のほか作詞にも取り組み、平明な表現でありながら力強く深いメッセージを持つ作品を生み出している。また、このユニットではヴォーカルも担当している。代表曲「願い、クリスマスの日に」「願い、震災を乗り越えて」

### 執筆
エッセイストとしての顔も持ち、音楽雑誌「あんさんぶる」「ムジカノーヴァ」などにエッセイ連載経験がある。文体は音楽家らしくリズミカルで、ユーモアと洞察力にあふれている。著書として、「音感スーパーレッスン」（ナツメ社）、「小原孝の楽しい基礎レッスン」（PHP）、エッセイ集「ねこふんじゃったの国から」（2002年、メディア・パル）などがある。「ピアノと友だちになる50の方法」シリーズ（監修）（YAMAHA）

### 水泳
1992年、左手小指の腱断裂というピアニスト生命に関わる故障を負ったのち、リハビリのために始めた水泳が、その後の生活の一部となっている。2005年には日本スイミング協会第6回ベストスイマー賞を受賞した。

### チャリティ活動
音楽活動と並行してチャリティ活動にも取り組んでおり、オリジナルグッズ販売の収益や、コンサート・公式サイト等で呼びかけて集まったカンパを、がん遺児奨学基金、チャイルドスポンサーシップなどに寄付している。
2011年3月11日の東日本大震災以降、「心の復興支援〜逢えてよかったね友だちプロジェクト〜」を行い楽譜や楽器を送る支援も行い、これまでに宮城県（岩沼市、石巻市、気仙沼市）、岩手県（宮古市・大槌町）などでチャリティーコンサートを行った。

### ラジオ
- NHKFM「弾き語りフォーユー」パーソナリティ
  - 公開収録
    - 京都市（2回）、佐渡ヶ島（新潟県）、日南市（宮崎県）、田野町（高知県）、函館市、北見市（2回）、乙部町（北海道）、北栄町・琴浦町・湯梨浜町（鳥取県）、早島町（岡山県）、美浜町（福井県）

### テレビ出演
- 趣味悠々「指一本から始める小原孝の楽しいクラシック・ピアノ」（2009年6月4日-8月末、NHK Eテレ）- 講師
- あなたもアーティスト「指1本からはじめる! 小原孝のピアノでポップスを弾こう」（2011年8月3日 - 9月28日、NHK Eテレ） - 講師
- ららら♪クラシック（2017年9月1日・2018年1月12日、NHK Eテレ）
- 新題名のない音楽会（テレビ朝日）2018年5月26日放送
- 映画音楽はすばらしい!（NHK BSプレミアム・NHK BS4K）

### コンサート
- 小原孝　全国ツアー10周年記念ツアー“ピアノよ歌えファイナル”コンサートツアー（2004）
- 小原孝流ピアノ名曲サロンツアー（2004-2005）
- 小原孝流ピアノ名曲サロン②（2005-2006）
- 小原孝ピアンコンサート“逢えてよかったね”（2006-2007）
- 小原孝ピアノコンサート2008
- 小原孝のピアノ詩集コンサート〜また逢う日まで〜（2009-2010）
- 小原孝のピアノ詩集コンサートCDデビュー20周年記念ツアー〜愛の讃歌〜（2010）
- 小原孝のピアノ詩集コンサート（2011-2012）
- 小原孝ピアノコンサート2014〜逢えてよかったね〜
- 小原孝Piano concert CDデビュー25周年記念演奏会（2015）
- 宝くじおしゃべり音楽館〜想い出のスクリーン・ミュージック〜ツアー（2010-）
- JAZZ PIANO 6連弾コンサートツアー

## ディスコグラフィー
| アルバム | タイトル                                                  | 発売       |
| -------- | --------------------------------------------------------- | ---------- |
|          | ねこはとってもピアニスト                                  | 1990/6/21  |
|          | リリックピアノ日本のうた                                  | 1990/6/21  |
|          | 僕の指から愛のうた                                        | 1993/1/21  |
|          | ピアノよ歌え第1集 春よ来い                                | 1995/1/25  |
|          | ピアノよ歌え第2集 愛のうた                                | 1995/5/31  |
|          | ピアノよ歌え第3集 春・夏・秋・冬                          | 1995/12/20 |
|          | ピアノよ歌え第4集 ファンタジア                            | 1996/3/20  |
|          | ピアノよ歌え第5集 ポップスを弾く                          | 1997/1/22  |
|          | ピアノよ歌え第6集 想い出のシーンを弾く                    | 1997/9/26  |
|          | ピアノよ歌え第7集 あれも青春これも青春                    | 1998/8/21  |
|          | ピアノよ歌え第8集 故郷に想う                              | 1999/9/22  |
|          | 「ピアノよ歌え」スペシャル-J-POP特集                      | 1999/5/8   |
|          | 「ピアノよ歌え」スペシャル-J-POP特集2000                  | 2000/7/19  |
|          | 「ピアノよ歌え」スペシャル-J-POP特集2001                  | 2001/7/18  |
|          | 弾き語りフォーユー                                        | 2002/1/30  |
|          | 鍵盤詩集〜プレリュード                                    | 2002/1/30  |
|          | ピアノでスヌーピー                                        | 2000/9/13  |
|          | 小原孝/BEST（2枚組）                                      | 2003/11/19 |
|          | テレビドラマ ピアノ名曲選                                 | 2004/12/8  |
|          | 「浜辺のうた」変奏曲・ピアノのための「からたちの花」      | 1995/9/6   |
|          | イヴェットのためのソナチネ                                | 1996/8/21  |
|          | ガーシュインを弾く                                        | 1998/3/18  |
|          | ミュージカルを弾く                                        | 1999/5/8   |
|          | 火祭りの踊り〜2台のピアノによる華麗なる世界               | 2000/1/19  |
|          | ハートフル・ピアノBEST100                                 | 2011/11/30 |
|          | EMI プレミアム・ツインベスト〜J-HITS ピアノ・コレクション | 2012/7/25  |
|          | 小原孝のピアノ詩集〜また逢う日まで（阿久悠作品集）        | 2008/11/26 |
|          | 小原孝のピアノ詩集〜愛の讃歌（岩谷時子作品集）            | 2010/2/24  |
|          | 小原孝のピアノ詩集〜SWEET MEMORIES（松本隆作品集）        | 2011/10/5  |
|          | 小原孝のピアノ艶歌〜喝采                                  | 2014/12/24 |
|          | 弾き語りフォーユーpresents〜ランチでピアノ                | 2013/1/23  |
|          | 弾き語りフォーユーpresents〜ランチでピアノ2               | 2014/4/2   |
|          | 弾き語りフォーユーpresents〜アルハンブラの想い出          | 2015/5/8   |
|          | 弾き語りフォーユーpresents〜ランチでピアノ3               | 2016/4/20  |
|          | ジブリinクラシック〜となりのトトロ・崖の上のポニョ〜      | 2009/6/24  |
|          | Fantasy World〜星に願いを〜                               | 2015/7/22  |
|          | ピアノ・クリスマス                                        | 2015/11/4  |

|          | タイトル               | 発売日    |
| -------- | ---------------------- | --------- |
| アルバム | duetあなたへ贈る       | 2015/12/1 |
|          | Piano de Duo LIVE/2002 |           |

| CD | タイトル                                           |
| -- | -------------------------------------------------- |
|    | 風のメロディー（2枚組）                            |
|    | 小原孝ピアノ全曲集2〜星になって〜                  |
|    | くにたちのサンタ                                   |
|    | みんなのたからもの〜川崎市立久本小学校50周年記念歌 |
|    | 逢えてよかったね/あなたにありがとう                |
|    | 小原孝ウィリアム・ギロックを弾く                   |
|    | ギロックベスト・レヴェル1、2                       |
|    | ギロックベスト・レヴェル3、4                       |

| CD | タイトル                        | 発売日 |
| -- | ------------------------------- | ------ |
|    | おいしい時間/harahara倶楽部     |        |
|    | 光る星があるから/harahara倶楽部 |        |
|    | 風はどこから/harahara倶楽部     |        |

### 楽譜
| 楽譜集 | タイトル                                  | 出版       |
| ------ | ----------------------------------------- | ---------- |
|        | ねこはとってもピアニスト1                 | 音楽之友社 |
|        | ねこはとってもピアニスト2                 | 音楽之友社 |
|        | ねこはとってもピアニスト3                 | 音楽之友社 |
|        | リリックピアノ日本のうた                  | 音楽之友社 |
|        | 僕のゆびから愛のうた                      | 音楽之友社 |
|        | ジル君のクリスマス                        | 音楽之友社 |
|        | ヴァリエイション                          | 音楽之友社 |
|        | リリックピアノ四季のうた                  | 音楽之友社 |
|        | 鍵盤詩集 小原孝オリジナルピアノソロ作品集 | 音楽之友社 |
|        | アヴェ・マリア/ボレロ                     | 音楽之友社 |
|        | アルハンブラの想い出/トルコ行進曲         | 音楽之友社 |
|        | 赤とんぼ/旅立ちの日に                     | 音楽之友社 |

| 楽譜集 | タイトル                                                                   | 出版 |
| ------ | -------------------------------------------------------------------------- | ---- |
|        | TRY TRY TRY「ピアノよ歌え」スペシャル-J-POP特集                            | YMM  |
|        | TRY TRY TRY「ピアノよ歌え」スペシャル-J-POP特集2000                        | YMM  |
|        | TRY TRY TRY「ピアノよ歌え」スペシャル-J-POP特集2001                        | YMM  |
|        | TRY×3ピアノよ歌えベストセレクション1998〜2001                              | YMM  |
|        | TRY TRY TRY「ピアノよ歌え」ベスト・オブ・ベスト                            | YMM  |
|        | ピアノよ歌え“故郷に想う”                                                   | YMM  |
|        | ピアノで「スヌーピー」                                                     | YMM  |
|        | ねこふんじゃったSPECIAL                                                    | YMM  |
|        | 弾き語りフォーユー                                                         | YMM  |
|        | 小原孝BEST                                                                 | YMM  |
|        | テレビドラマ ピアノ名曲選                                                  | YMM  |
|        | 華麗なるピアニスト POPSスタンダード小原孝編①                               | YMM  |
|        | 華麗なるピアニスト POPSスタンダード小原孝編②                               | YMM  |
|        | 華麗なるピアニスト ステージを彩る豪華アレンジ〜Mr.Children（小原孝編曲）〜 | YMM  |
|        | ジブリinクラシック〜崖の上のポニョ/となりのトトロ〜                        | YMM  |
|        | 小原孝のピアノ詩集〜また逢う日まで〜                                       | YMM  |
|        | 小原孝のピアノ詩集〜愛の讃歌〜                                             | YMM  |
|        | 小原孝のピアノ詩集〜SWEET MEMORIES〜ピアノで描く松本隆の世界               | YMM  |

|  | タイトル                                                 |            |
|  | -------------------------------------------------------- | ---------- |
|  | 小原孝ソングブック「逢えてよかったね」                   | カワイ出版 |
|  | 金子みすゞの詩による小原孝歌曲集〜おはなしのうたの〜     | カワイ出版 |
|  | こどものためのピアノ曲集「ようこそ、ピアノアイランドへ」 | カワイ出版 |

| 書籍 | タイトル                                                          | 出版社        |
| ---- | ----------------------------------------------------------------- | ------------- |
|      | ねこふんじゃったの国から                                          | メディア パル |
|      | 指1本から始める 小原孝のおとなの ピアノ・レッスン｛クラシック編｝ | 講談社        |
|      | うまく歌える!演奏がうまくなる!楽譜が読める!音感スーパーレッスン   | ナツメ社      |
|      | 小原孝の楽しいピアノ基礎レッスン                                  | PHP           |